# Яркая (станция)
Яркая (укр. Ярка, крымскотат. Джамин) — железнодорожная станция в Крыму. Названа по селу Яркое, в котором расположена.

## История
Станция сооружена в 1915 году при строительстве линии Сарабуз — Евпатория под названием Джамин. В следующем, 1916 году станция была переименована в Княжевич, по фамилии таврического губернатора Николая Княжевича. В 1952 году получила современное название.

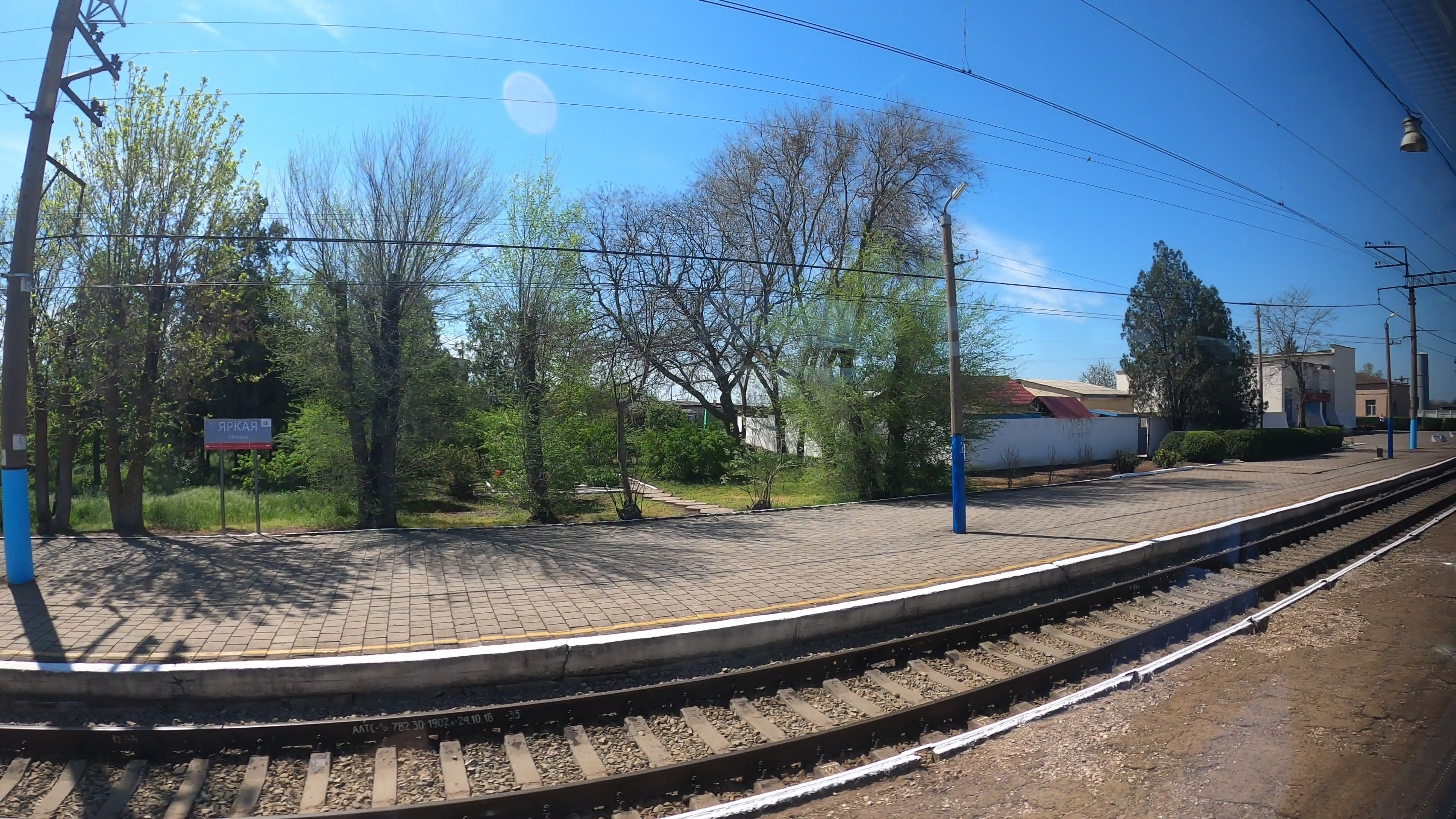
Платформа станции Яркая (2021)

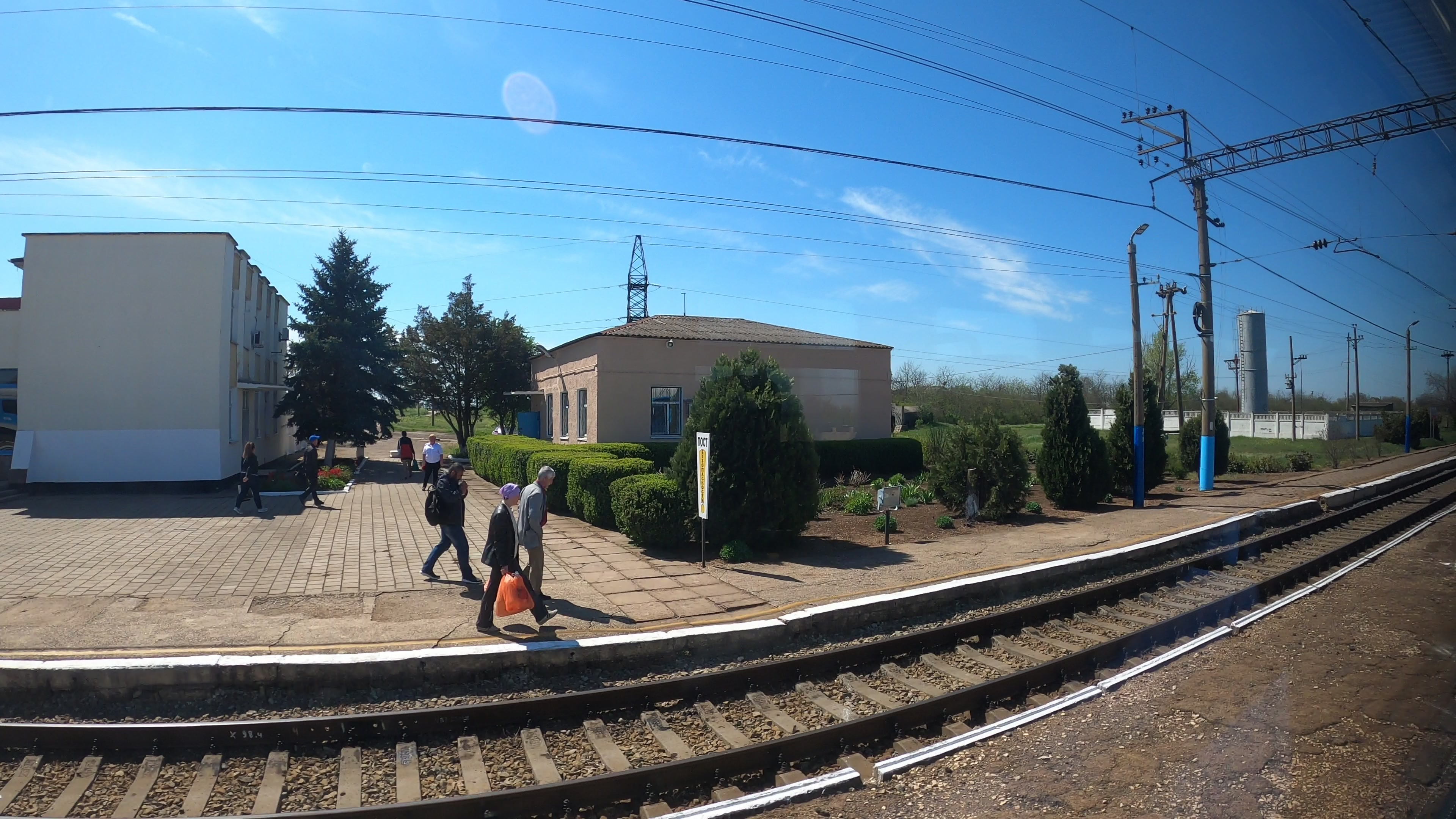
Платформа станции Яркая (2021)

В 1974 году завершена электрификация линии Остряково — Евпатория, запущено движение электропоездов Симферополь — Евпатория и Джанкой — Евпатория.

## Деятельность
На станции останавливаются 3 пар электропоездов сообщением Симферополь - Евпатория. Также станция является границей санитарной зоны (в сторону Евпатории) для поездов дальнего следования, следующих в/из Евпатории.